# Йордан Гюрков (1932 – 1934)
„Йордан Гюрков“ е български вестник, орган на Македонската младежка организация „Йордан Гюрков“ в Горна Джумая.
Печата се в печатниците Доверие в София и в Македонско огнище, Горна Джумая. Излизат 4 броя. Вестникът стои на националистически позиции. Публикува биографски и художествени материали в памет на видния деец на михайловисткото крило на ВМРО Йордан Гюрков, убит на 8 февруари 1931 г., отразява организационния живот, публикува реклами.
| Годишнина | Броеве | Дата                       |
| --------- | ------ | -------------------------- |
| I         | 1 – 2  | 8 февруари – октомври 1932 |
| II        | 1      | февруари 1933              |
| III       | 4      | 17 май 1934                |